# Eleições legislativas na Áustria em 1983
As eleições legislativas austríacas de 1983 foram realizadas a 24 de Abril. O Partido Socialista da Áustria foi o vencedor das eleições, apesar de, ter perdido a maioria absoluta que detinha desde 1971 no parlamento. Mesmo assim, o Partido Socialista da Áustria continuou no governo, coligando-se com o Partido da Liberdade da Áustria, com Fred Sinowatz como novo chanceler .

## Resultados Oficiais
| Partido                     | Partido                     | Votos     | %               | +/-   | Deputados | +/-   |
| --------------------------- | --------------------------- | --------- | --------------- | ----- | --------- | ----- |
|                             | Partido Socialista          | 2 312 529 | 47,65 / 100,00  | 3,38  | 90 / 183  | 5     |
|                             | Partido Popular             | 2 097 808 | 43,22 / 100,00  | 1,32  | 81 / 183  | 4     |
|                             | Partido da Liberdade        | 241 789   | 4,98 / 100,00   | 1,08  | 12 / 183  | 1     |
| Barreira Eleitoral de 4,00% |                             |           |                 |       |           |       |
|                             | Verdes Unidos               | 93 798    | 1,93 / 100,00   | Novo  | 0 / 183   | Novo  |
|                             | Lista Alternativa           | 65 816    | 1,36 / 100,00   | Novo  | 0 / 183   | Novo  |
|                             | Outros (com menos de 1,00%) | 41 677    | 0,86 / 100,00   |       | 0 / 183   |       |
| Votos inválidos             | Votos inválidos             | 69 037    | 1,40 / 100,00   | 0,25  |           |       |
| Total                       | Total                       | 4 922 454 | 100,00 / 100,00 |       | 183 / 183 |       |
| Eleitorado/Participação     | Eleitorado/Participação     | 5 316 436 | 92,59 / 100,00  | 0,35  |           |       |
| Fonte                       | Fonte                       | [ 2 ]     | [ 2 ]           | [ 2 ] | [ 2 ]     | [ 2 ] |